# Traforo stradale del Frejus
Il traforo stradale del Frejus è una galleria a pedaggio che collega la Francia con l'Italia. Posto sotto il monte Fréjus fra le località di Modane in Francia e Bardonecchia in Italia, corre parallelo al traforo ferroviario del Frejus e costituisce uno dei principali collegamenti transalpini fra Francia e Italia; la parte italiana, nella rete autostradale italiana, è classificata come "traforo T4".

## Caratteristiche

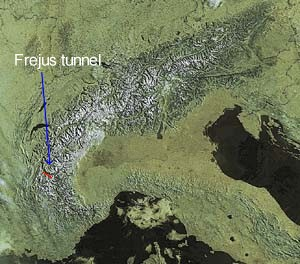
Posizione del tunnel nell'arco alpino.

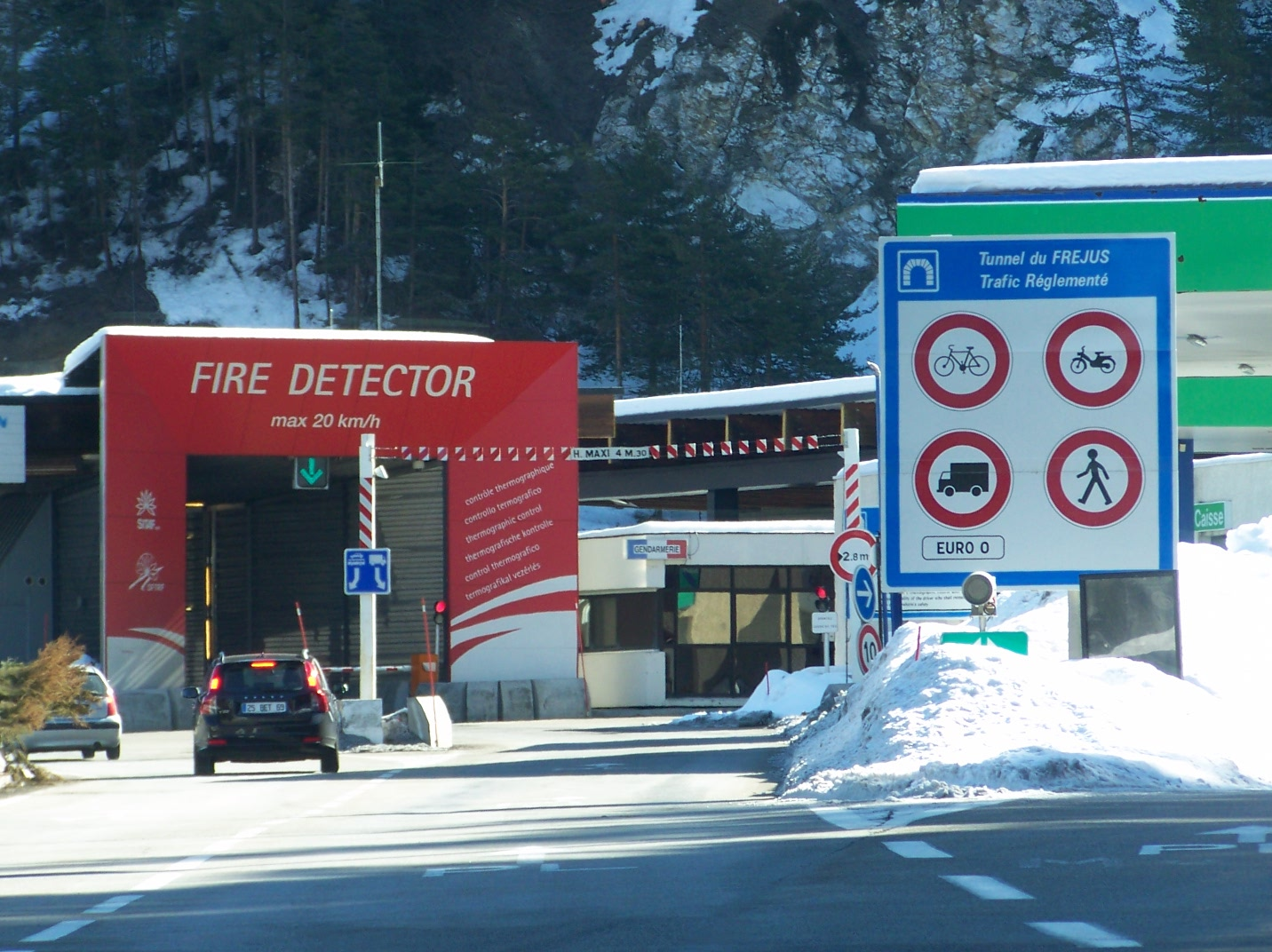
L'ingresso al tunnel dal lato francese.

Lungo 12,870 km di cui 6,8 in territorio Italiano e cofinanziato sin dal 1975 con importanti fondi messi a disposizione dalla Banca Europea degli Investimenti, è entrato in servizio il 12 luglio 1980, con conseguente soppressione del servizio navetta di trasporto automobili nella galleria ferroviaria. È gestito da due società: una francese (SFTRF) e una italiana (SITAF, Società Italiana per il Traforo Autostradale del Frejus), ciascuna per il tratto nazionale di competenza. La SFTRF fu presieduta da Pierre Dumas dal 1962 al 1989. Del progetto ingegneristico autostradale fece parte il professore ordinario del Politecnico di Torino Carlo De Palma.
È raggiungibile dal versante italiano tramite l'autostrada Torino – Bardonecchia (A32) o la strada statale 335, che sale da Oulx, dove si stacca dalla strada statale 24 del Monginevro, e raggiunge Bardonecchia dopo poco più di 20 km. Dal lato francese, è raggiungibile tramite Route Nationale o tramite l'autoroute de la Maurienne, collegata all'autostrada per Lione (A43 nella numerazione francese). Il transito, consentito sia al traffico turistico sia commerciale, è sottoposto a pedaggio. Nei primi 20 anni di esercizio ha visto il passaggio di oltre 20 milioni di veicoli. 
In seguito all'incidente occorso nel traforo del Monte Bianco nel 1999 (un immenso incendio partito da un camion refrigerato nel quale persero la vita 39 persone), la sicurezza della galleria è stata notevolmente rinforzata all'inizio degli anni 2000, imponendo anche il rigido rispetto della velocità massima di 70 km/h e una distanza di sicurezza di 150 m tra ogni veicolo. Il traforo è stato dotato dei più moderni mezzi di segnalazione di fumi e fiamme (particolare citazione merita il sistema D.A.I., che rileva attraverso le videocamere poste all'interno della galleria il rallentamento dei veicoli e/o il bagliore di fiamme, nonché la presenza di fumi) e sensori di rilevamento delle temperature con dispositivi posti lungo il percorso a brevi distanze e monitorati da una sala comandi, il P.C.C. (Posto di Controllo Centralizzato). È installato anche un sistema di idranti (uno ogni 130 metri) alimentato da capaci serbatoi d'acqua. Sono presenti lungo il percorso 34 rifugi, dotati di collegamenti telefonici e altoparlanti collegati con la sala di controllo e con un condotto di ventilazione di aria pura, separati ciascuno da due porte tagliafuoco la più esterna delle quali si chiude automaticamente quando la temperatura della galleria nelle vicinanze supera un determinato valore. Sono stati infine realizzati due portali termografici siti dinanzi agli ingressi in grado di rivelare se nei mezzi in transito sono presenti situazioni anomale generatrici di calore.

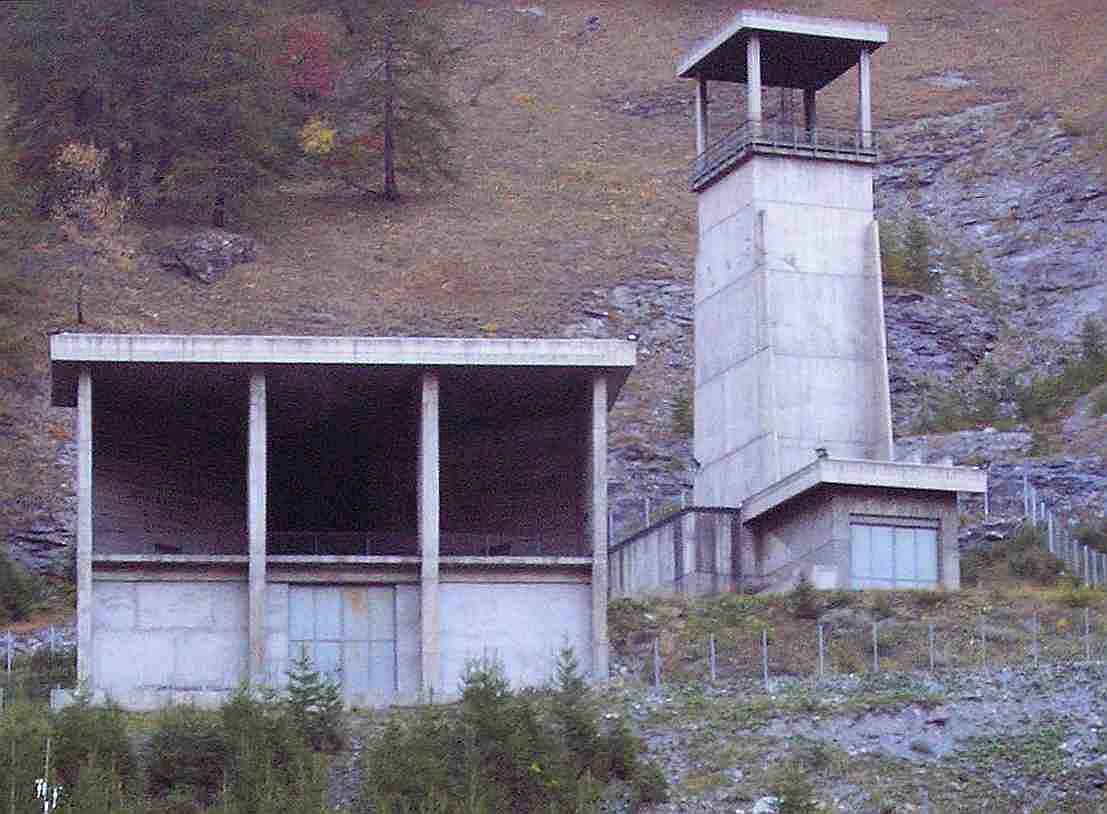
Sbocco di un condotto di aerazione della galleria sul versante italiano.

Nonostante questo, il 4 giugno 2005 nel tunnel è divampato un incendio che ha causato la morte di due camionisti slovacchi con la conseguente chiusura al traffico per varie settimane. È stato riaperto al traffico il 4 agosto 2005 alle autovetture e successivamente ai veicoli commerciali.
L'équipe antincendio è composta da quattro squadre d'intervento, di cui:
- una sulla piattaforma italiana;
- una su quella francese;
- due all'interno della galleria, poste entrambe a circa quattromila metri dagli imbocchi.

## Raddoppio
Per ottemperare alle direttive comunitarie delle gallerie inserite nella rete Ten-T, è stato previsto il raddoppio del traforo. 
A dicembre del 2010 sono iniziati i lavori di scavo della seconda "canna" dal lato italiano e nel luglio del 2011 quelli dal lato francese. La caduta del diaframma è avvenuta come previsto il 17 novembre 2014. La seconda canna è lunga 12,848 km (6,495 in territorio francese, 6,353 in quello italiano), rendendo così il traforo del Frejus la più lunga galleria europea a doppia canna e togliendo tale titolo al traforo del Gran Sasso. L'apertura al traffico della seconda "canna" è avvenuta il 28 luglio 2025.

## Percorrenza
Numero di veicoli in ambo i sensiAnno01.000.0002.000.0003.000.0004.000.0005.000.0006.000.000199920042009201420192024Veicoli leggeriBusVeicoli pesantiTotale